# 張錦麗
張錦麗（1960年—2024年2月2日），臺灣臺南市人，學者與社會運動者，為台灣警察專科學校副教授，長期投入性別平權工作，從事家庭暴力、性侵犯與性骚扰防治工作，曾任法務部犯罪被害人保護協會董事，衛生福利部家庭暴力及性侵害防治推動小組委員，曾任新北市政府社會局局長。

## 生平
其姐張錦華，為國立臺灣大學新聞研究所教授。
國立暨南國際大學社會政策與社會工作博士，與其夫潘維大一同留學美国，取得内布拉斯加大学教育心理學碩士。回國後，擔任臺灣警察專科學校教授。
1987年與潘維剛創立現代婦女基金會。
朱立倫擔任桃園縣縣長時，曾任桃園縣政府社會處處長。
2015年8月1日任職新北市政府社會局局長。
2024年2月2日病逝台大醫院，享壽63歲。

## 曾獲獎項
- 民國84年，中國時報青年百傑奬（人團類）
- 民國93年，法務部婦幼保護工作傑出人士獎
- 民國94年，內政部婦幼保護工作傑出人士獎
- 民國103年，衛福部第一屆紫絲帶特別貢獻獎

## 著作
1.94年1月，家庭暴力理論政策與實務，巨流出版社，頁284-335。
2.94年1月，台灣地區「性侵害被害人減少重複陳述方案」之行動研究（博士論文），共224頁。
3.100年2月，性別平等與暴力防治，警專出版，共294頁。
4.張錦麗，102年6月，以CEDAW內涵與防治困境建構家暴與性侵害網絡檢視指標，社區發展季刊142期，頁13-24。
5.張錦麗，102年9月，第五章犯罪被害人整合性保護服務－犯罪被害人保護之政策與法制，新學林出版社，頁295-400。
6.張錦麗、王珮玲、顏玉如，102年10月，盼典範再現：由性別暴力防治政策發展探討社工倡議能力的建構，收錄於暨南國際大學學術研討會論文集。
7.張錦麗、張琳、顏玉如，102年11月，台灣防暴聯盟檢視CEDAW之性侵害觀察報告，台灣防暴聯盟出版。 
8.張錦麗、張琳、顏玉如，102年11月，台灣防暴聯盟檢視CEDAW之家庭暴力觀察報告，台灣防暴聯盟出版。 
9.張錦麗，102年11月，2012年深化民主，實踐性別人權，以婦女人身安全為中心落實聯合國CEDAW公約行動策略之研究，台灣民主基金會委託研究。
10.張錦麗，102年12月，婦幼保護跨單位的整合性專業建構，警專論壇。
11.張錦麗，102年12月，性別暴力防治倡議史研究，衛生福利部委託研究。

## 家庭
丈夫潘維大，東吳大學校長，為前立委潘維剛的哥哥。

## 外部連結
- 台灣警察專科學校師資介紹，張錦麗